# فيفيان وينغ-واه يام
وُلدت البروفيسورة فيفيان وينغ واه يام، في 10 فبراير من عام 1963 في هونغ كونغ. هي كيميائية وأصغر عضو منتخب في الأكاديمية الصينية للعلوم اعتبارًا من 2013، حائزة على جوائز لوريال-يونسكو للنساء في العلوم لعام 2011. (بسبب عملها على المواد الباعثة للضوء والطرق المبتكرة لالتقاط الطاقة الشمسية).

## السنوات الأولى والتعليم
ولدت يام في هونغ كونغ البريطانية، كان والدها مهندسا مدنيا لكنها تقول أنه لم يكن لوالدها ولا حتى والدتها أي دور في اختيارها لحياتها المهنية ومسيرتها. تقول يام أنها فتنت بتناغم الزئبق وبمعلمتها المخلصة والمجدة والتي دعمتها وساعدتها حتى آخر لحظة. حضرت يام مدرسة قواعد الأنجليكانية وحصلت على البكالوريوس في الكيمياء عام 1985 والدكتوراه في 1988.
درست تحت إشراف تشي مينغ تشي في جامعة هونغ كونغ وكانت في فريق تنس الريشة للجامعة.

## المهنة
أصبحت عضوًا حديثًا في هيئة التدريس في قسم العلوم التطبيقية مدينة الفنون التطبيقية في هونج كونج في عام 1988، في ذلك الوقت لم تكن هناك مرافق على الإطلاق لتدريس الكيمياء.
ساعدت يام في إنشاء أول كتب الكيمياء في المكتبة وكذلك طلب المعدات والمواد الكيميائية الأولى. أعمالها كانت السبب في دخولها معهد كاليفورنيا للتكنولوجيا في أواخر الثمانينات كذلك ذهبت للدراسة في جامعة إمبيريال كولدج في لندن عام 1991 وبقيت حتى 1992 وذلك بعد أن قضت فترة في جامعة روتشستر عام 1990. عملت مع الحائز على جائزة نوبل جيفري ويلكنسون
وتحولت أبحاثها إلى الكيمياء العضوية الفلزية (دراسة التلألؤ في المركبات مع التفاعلات المعدنية فيما بينها) عملت على رباعي إيثيل الرصاص الذي لم يكن محظورًا إضافته للبنزين حينها، كان هذا العمل ما بين المواد الكيميائية العضوية وغير العضوية. ارتبطت يام بشكل خاص بالعناصر الأوزميوم والبلاتين والروثينيوم. التحقت بكلية HKU عام 2001 حيث كانت أستاذة فيليب وونغ ويلسون وونغ للكيمياء والطاقة، أصبحت يام باحثة في برنامج فولبرايت في عام 2007.(6) تم انتخاب يام للأكاديمية الصينية للعلوم في عام 2001 لتصبح أصغر الأعضاء سنا.
صاحب السجل السابق كان تشي وهو معلم يام السابق. انتخبت زميلة في أكاديمية العلوم في العالم النامي في عام 2006 وعضوًا في المنتسبين الأجانب للأكاديمية الوطنية للعلوم في عام 2012.
تقول يام: « يركز فريق البحث الخاص بي على فئات جديدة من المواد الضوئية القائمة على المعادن العضوية مع خصائص جديدة من خلال الجمع بين المكونات التي تربط الذرات المعدنية والجزيئات العضوية التي تمتص الضوء أو تنبعث منه ».

## التطبيقات
يقوم بحث يام على الصمامات العضوية الثنائيات التي ينبعث منها الضوء والتي تكون أكثر إشراقًا وأكثر فعالية من الصمامات القديمة التي ينبعث منها الضوء، لقد مكنت الكيمياء الخاصة بها من عرض شاشات أكثر كفاءة للهواتف المحمولة وأجهزة الكمبيوتر المحمولة. يمكن إيداع هذه الصمامات على البلاستيك الشفاف أو الزجاج أو مواد أكثر غرابة لإنشاء مصابيح أمامية ذات فعالية أكبر للسيارات وشاشات تلفزيون مسطحة أكبر. يام تقول: « أن ما يقرب من خمس القوة في العالم تستخدم لإنشاء الإضاءة، سيؤثر إنشاء إضاءة أكثر فاعلية بشكل كبير على استهلاك الطاقة في العالم ».
هي تعتقد أن نظرية الكم الداخلية تشير إلى أننا قد نطور مصابيح تعتمد على المواد الكيميائية التي تحتوي على المعادن والتي تتسم بالكفاءة بنسبة 100٪.

## جوائز أخرى
تشمل جوائزها جائزة جامعة هونغ كونغ المتميزة للباحثين 1999-2000 وزميل باحث رئيسي في مؤسسة كراشر 2000-2001 وجائزة عشرة من الشباب البارزين في هونغ كونغ في عام 2002وجوائز المهن البارزة ورجال الأعمال 2005 وجائزة الدولة للعلوم الطبيعية ( جائزة الدرجة الثانية 2005) الجمعية الملكية للكيمياء، محاضرة المئوية والميدالية 2005-2006 وجائزة محاضرة الجمعية اليابانية للكيمياء الضوئية لجائزة إيكوشا للكيمياء الضوئية الآسيوية والأوقيانوسية 2006 وجائزة إنجاز البحوث المتميزة من جامعة هونغ كونغ 2006-2007 وجائزة هونغ كونغ للنساء المتميزات ورجال الأعمال المتميزين 2008 وجائزة مؤسسة هو ليونغ هو لي للتقدم العلمي والتكنولوجي 2011 وجائزة لوريال - اليونسكو للنساء في العلوم 2011 وجائزة الصين العالمية الثالثة عشرة 2013. وجائزة الجمعية الملكية للكيمياء لودفيج موند 2015.

## الحياة الشخصية
في عام 1990، تزوجت من باتريك شينج تات ماك (الصينية: 麥 成 達) الذي قابلته في مختبر تشي، حيث أجروا بحثًا معًا.(9) لديهم ابنتان.